# 蒲谷

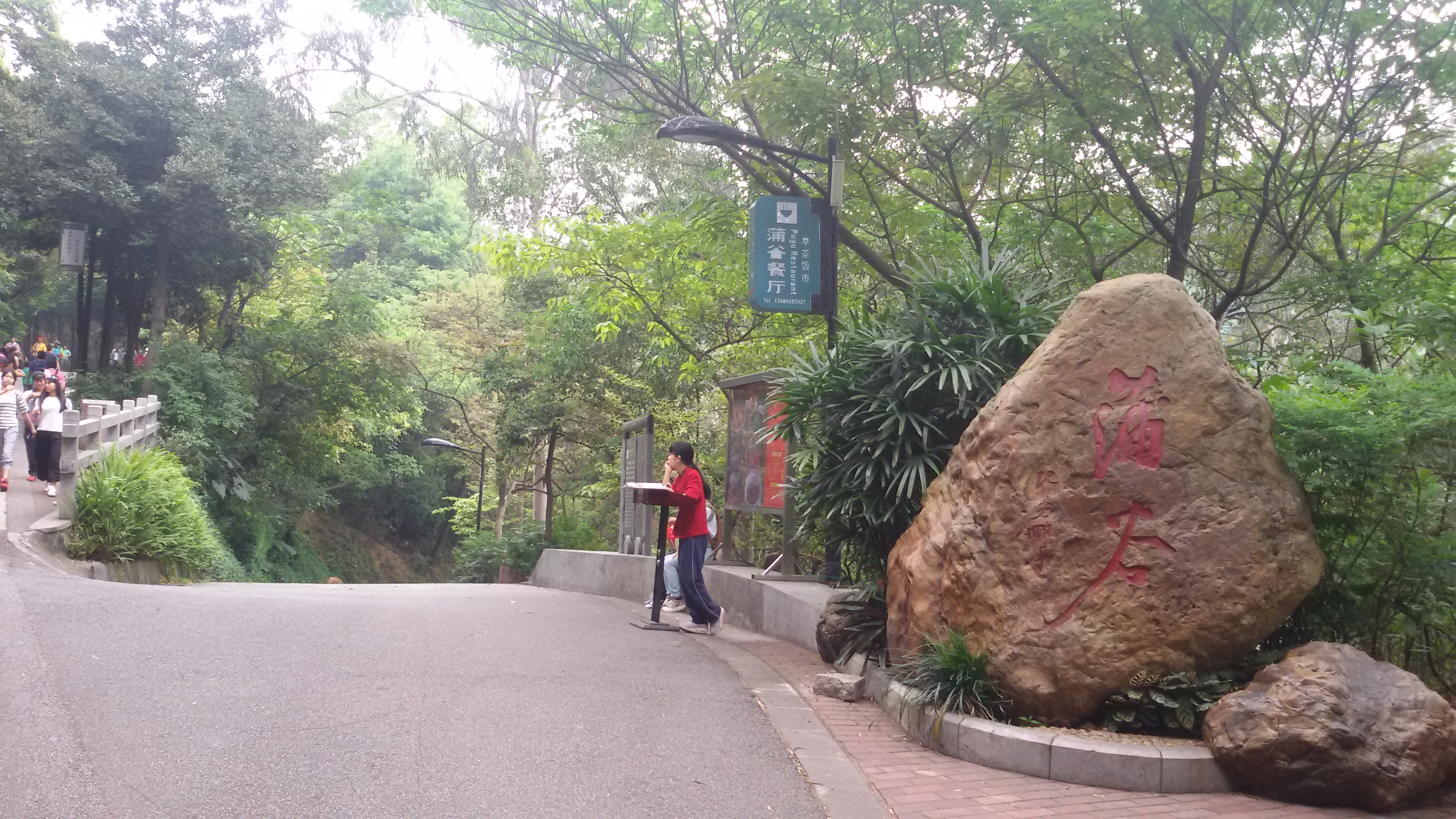
蒲谷出入口

蒲谷是中國廣東省廣州市的一個景區，位于白雲區白雲山景區南邊，于雲臺花園門口进入走1.2公里路程即可到达。这里生长了很多的菖蒲，所以就有了「蒲谷」这个名。相傳大秦時，仙人鄭安期经常在这里摘取菖蒲煉丹。蒲谷因宋元清時期三次被列入羊城八景，称「蒲澗濂泉」而闻名。当中濂泉是蒲谷東邊的一條飛泉，形似簾。故以前称为「簾泉」，后来改称为「濂泉」。

## 历史

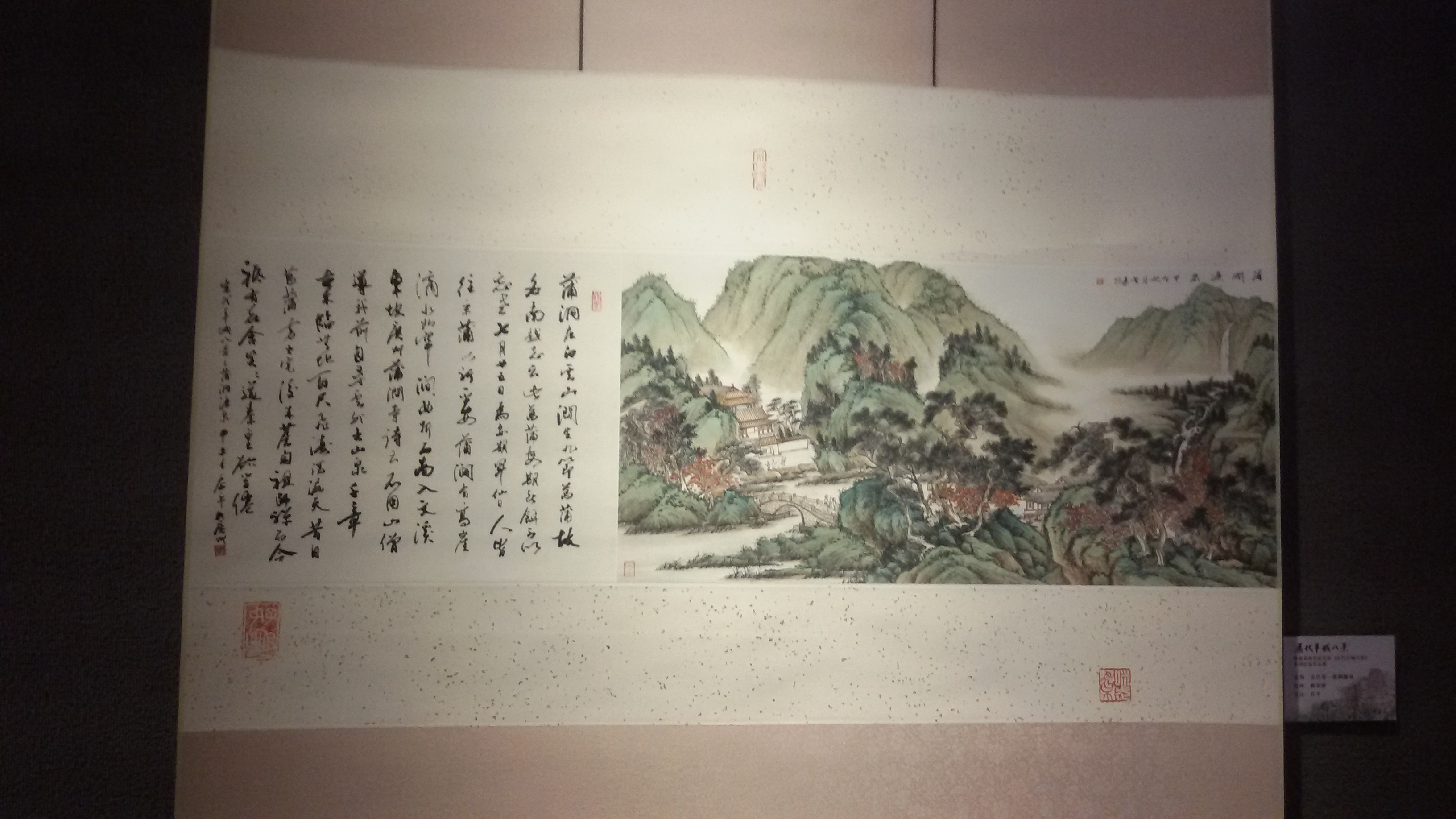
广州艺术博物院在2015年2月11日——2015年3月11日期間举办羊城八景展覽，这是关于「蒲澗濂泉」的展板，講述了与蒲谷有關的「蒲澗寺」和「濂泉」。

### 民间传说
古时民間傳說吃了蒲澗的九節菖蒲可以長生不老。先秦方士鄭安期在白雲山摘藥行醫，他在该处摘的九節菖蒲救了许多危重病人。后来他有一次在这里摘藥時不小心掉下山，因为一只仙鶴救回他而變成仙，因此被称为「鄭先翁」。后来人们就在这里建了一座鄭先寺，把每年的農曆七月二十五号举行蒲澗節。

### 蘇軾
宋朝時蘇東坡到蒲澗游览时寫了一首詩：

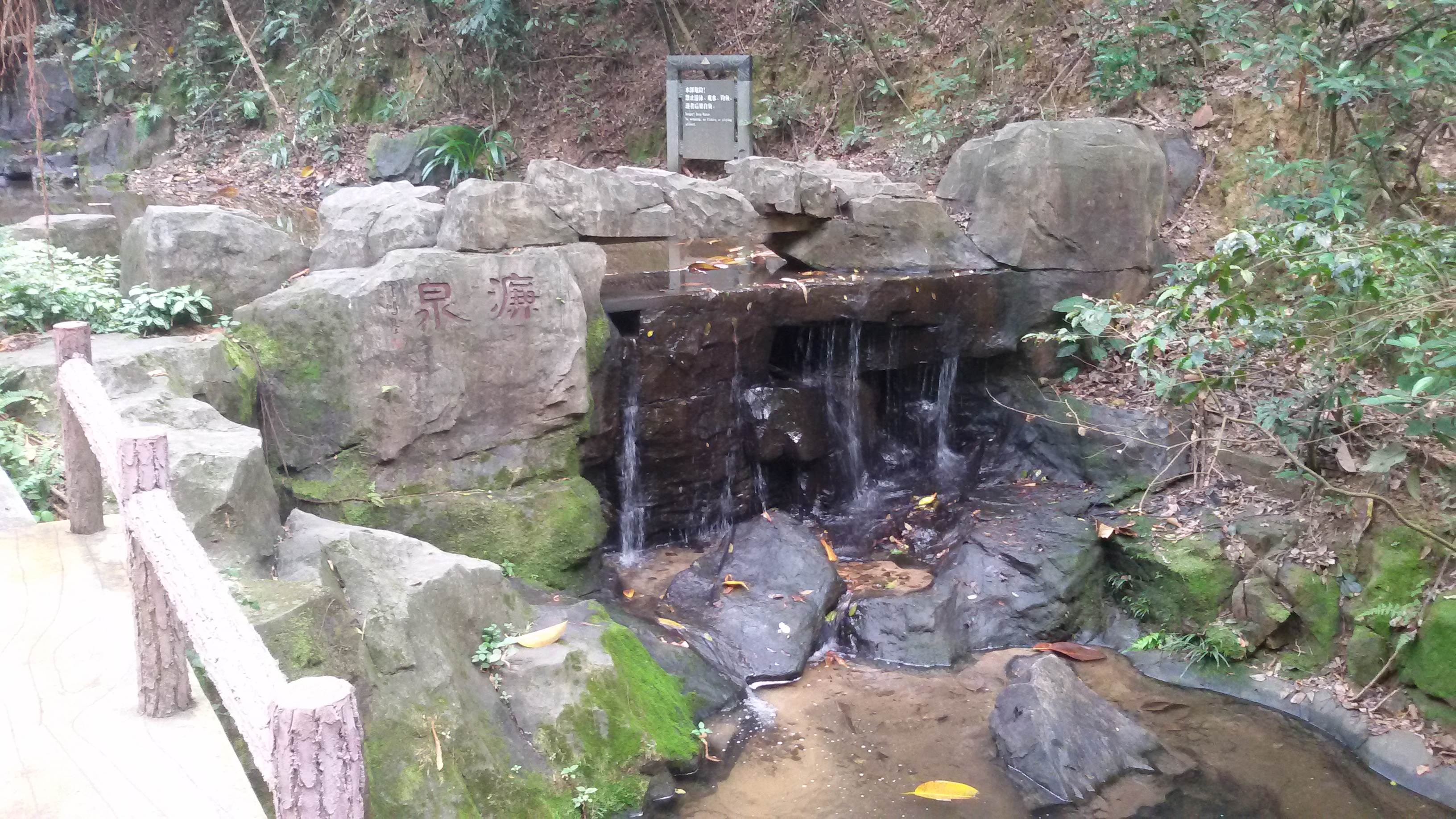
濂泉

|                   | 不用山僧导我前，自寻云外出山泉。 千章古木临无地，百尺飞涛泻漏天。 昔日菖蒲方士宅，后来檐蔔祖师禅。 而今只有花含笑，笑道秦皇欲学仙。 |
| ——蘇軾·《蒲澗寺》 | |

后来，蘇軾被贬至惠州，知州王古告诉蘇軾城内瘟疫流行，他回信给王古，建議王古在蒲涧建造石槽，用五根竹管引水，直入城内，在城内建一个大石槽，用五根大竹管分引至各处，广州第一个自来水系统由此诞生。供水系统建成后，广州的瘟疫受到控制，再没有因为水源而产生的疾病。